# Décembre 1922

## Événements
- Le prix Nobel de la paix est attribué au norvégien Fridtjof Nansen.

- 5 décembre : premier vol du Potez 18.

- 17 décembre : une caravane de cinq voitures équipée par André Citroën quitte Touggourt (Algérie) pour la première traversée du Sahara. Elle arrive à Tombouctou le 7 janvier 1923.

- 18 décembre : premier vol de l'hélicoptère de l'Américain De Bothezat à Dayton. Il tient l'air pendant 1 minute et 42 secondes.

- 30 décembre : signature du traité de fondation de l'Union des républiques socialistes soviétiques (URSS) par la RSFSR, l’Ukraine, la Biélorussie et la Transcaucasie. La république arménienne s’unit aux républiques socialistes soviétiques d’Azerbaïdjan et de Géorgie pour former la République socialiste fédérative soviétique de Transcaucasie (RSSFT), qui devient une des quatre républiques initiales de l’Union des républiques socialistes soviétiques (URSS).

## Naissances
- 1er décembre :
  - Ernest Sterckx, coureur cycliste belge († 3 février 1975).
  - Paul Picerni, acteur américain († 12 janvier 2011).
- 4 décembre : Gérard Philipe, acteur français († 25 novembre 1959).
- 5 décembre : Francis Bouygues, industriel français († 24 juillet 1993).
- 8 décembre :
  - Lucian Freud, peintre britannique († 20 juillet 2011).
  - John B. McKay, pilote américain de X-15 (27 avril 1975).
- 10 décembre : Lucía Hiriart de Pinochet, épouse d'Augusto Pinochet (16 décembre 2021).
- 11 décembre : 
  - Dilip Kumar, acteur indien († 6 juillet 2021).
  - Jean Villeret, résistant français († 20 novembre 2023).
- 12 décembre : Christian Dotremont, peintre et poète belge († 20 août 1979).
- 14 décembre : Cecil Payne, saxophoniste de jazz américain († 27 novembre 2007).
- 20 décembre : Barbara Stokes, pédiatre irlandaise († 22 mars 2009).
- 22 décembre : 
  - Daniel Pellus, journaliste et historien français († 6 août 2009).
  - Jean Malaurie, ethno-historien, géographe français († 5 février 2024).
- 23 décembre : Micheline Ostermeyer, sportive et pianiste française († 17 octobre 2001).
- 24 décembre : Ava Gardner, actrice américaine († 25 janvier 1990).
- 27 décembre : Odette Nilès, résistante et militante politique française († 27 mai 2023).
- 28 décembre :
  - Antoine Humblet : entrepreneur et homme politique belge († 25 novembre 2011).
  - Stan Lee, scénariste et directeur de publication américain († 12 novembre 2018).
- 29 décembre : William Gaddis, romancier américain († 16 décembre 1998).

## Décès
- 3 décembre : William Proudfoot, chef du Parti libéral de l'Ontario.
- 13 décembre : John William Godward, peintre anglais (° 9 août 1861).
- 16 décembre : Gabriel Narutowicz, premier président de la République de Pologne (assassiné par Eligiusz Niewiadomski).
- 21 décembre : Eliezer Ben-Yehuda, sociologue et linguiste lituano-palestinien, fondateur de l'hébreu moderne.